# 門羅帕克 (特拉華州)
門羅公園（英語：Monroe Park）是位於美國特拉華州紐卡斯爾縣的一個非建制地區。該地的面積和人口皆未知。

## 地理
門羅公園的座標為39°46′20″N 75°35′46″W / 39.77222°N 75.59611°W，而該地的平均海拔高度為80米（即262英尺）。